# Vårtbjörk
Vårtbjörk (även kallad hängbjörk,  masurbjörk eller slöjdbjörk), Betula pendula, är en art inom Björksläktet (Betula). Vårtbjörken är ett av jordens vanligaste lövträd.[källa behövs] Den är så pass nära besläktad med glasbjörk att Linné ansåg dessa två vara en och samma art, som han gav namnet Betula alba, (alba = vit, med syftning på den vita stammen), ett namn, som numera är förkastat enligt den så kallade prioriteringsregeln.

## Utbredning
Vårtbjörkar kan växa i hela Sverige. I Nordnorge avlöses den till stor del av glasbjörken, men förekommer norrut nästan ända till Nordkap.[källa behövs]
Dess utbredning sträcker sig även upp till Kolahalvön samt till östra Sibirien, till centrala Kina och till Japan. Den nordamerikanska populationen hittas i Alaska samt i British Columbia, Manitoba, Ontario, Yukon, Saskatchewan, Nunavut, Northwest Territories och Alberta (hela Kanada). Vårtbjörk växer i kulliga områden och i bergstrakter upp till 3050 meter över havet.

## Växtsätt
Vårtbjörken har ett säreget utseende och kallas ibland för hängbjörk för sina långa grenar med hängande, dinglande kvistar. Vårtbjörken är högre till växten än sin släkting glasbjörken.[källa behövs]
Trädet har en öppen och kupolformig eller överhängande krona. Stammen är rak och genomgående nästan ända upp till toppen. Högst upp upplöses kronan hos äldre individer i ett antal konkurrerande huvudgrenar. Stora grenar är som regel uppåtriktade, men de blir med tiden utstående eller överhängande. När trädet slutat att växa på höjden finns inga grenar som strävar uppåt längre.
Barken är i början grå eller brun och täckt av rödorange hartsvårtor (men helt släta skott kan också förekomma). Senare blir barken slät och brun, med vita korkporer. Sedan skiftar färgen till vit, och bark faller bort i tunna flagor.
Bladens knoppar är bruna och äggformade. Bladen är mer eller mindre trekantiga med dubbelt sågade kanter; (inte rundade som hos glasbjörken). Bladens översida är friskt grön och undersidan är lite ljusare.
Vårtbjörkens rotnät ligger ytligt och vittförgrenat i jorden. Genom detta är den en svår konkurrent för andra växter, och till och med gräs har svårt att klara sig under den. Den trivs bäst på torr, sandig jord och behöver skydd mot stark vind. Vårtbjörken kan med fördel planteras i april. Den har svårt att klara beskärning. 
Lämplig ståndort för vårtbjörk är friska och näringsrika lokaler, blåbärstyp eller bättre. Den växer även bra på ganska torra och lite magrare marker. Vårtbjörken är ett utpräglat ljusträd, den är frosttålig men frostskador kan uppkomma i plantstadiet. Den är även känslig för syrefattiga miljöer. Vårtbjörken kan bli 25 meter hög och 6 meter i omkrets. Om den växer på lämplig mark (ståndortsindex B 28) kommer den att nå en övre höjd på drygt 30 meter vid 60 års ålder i brösthöjd (referensålder 50 år). Den kan tillväxa med 50 cm (höjd) respektive 20 cm (omkrets) per år. Den blir sällan över 100 år. Vårtbjörk har en högre tillväxt än glasbjörk.

## Användning

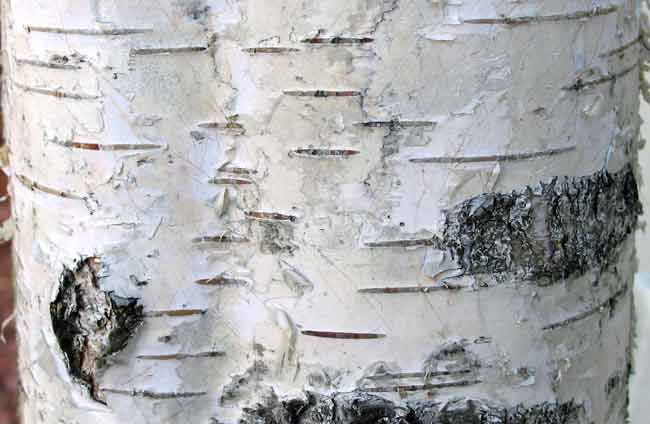
Stammen

Vårtbjörk och glasbjörk har i huvudsak samma användningsområden. Se Björksläktet.

## Blomning
Vårtbjörken blommar strax efter lövsprickningen, i början av maj. Hanhängena kan ses redan på hösten, medan honhängena visar sig först vid lövsprickningen. De blir senare torra och innehåller då frön som har vingar, som gör att fröet kan segla ett gott stycke från moderträdet. Ett och samma träd kan varje år producera miljontals frön. Dessa kan ligga grobara i hundratals år i marken, vilket är förutsättningen för att den också blir det sly som först invaderar ett hygge efter avverkning eller skogsbrand, när de snabbare gräsväxterna och hallonen bidragit till att täcka marken med ett skyddande jordlager.

## Ekologi
Arten kan bilda trädgrupper där inga andra träd ingår och den hittas i blandskogar. Vårtbjörken etablerar sig lätt på öppna landskap.
Vårtbjörken kan angripas av björkrullviveln. En het sommardag kan en stor björk omsätta (transpirera) uppemot 400–500 liter vatten.
Kromosomtalet är 2n = 28.

## Masur

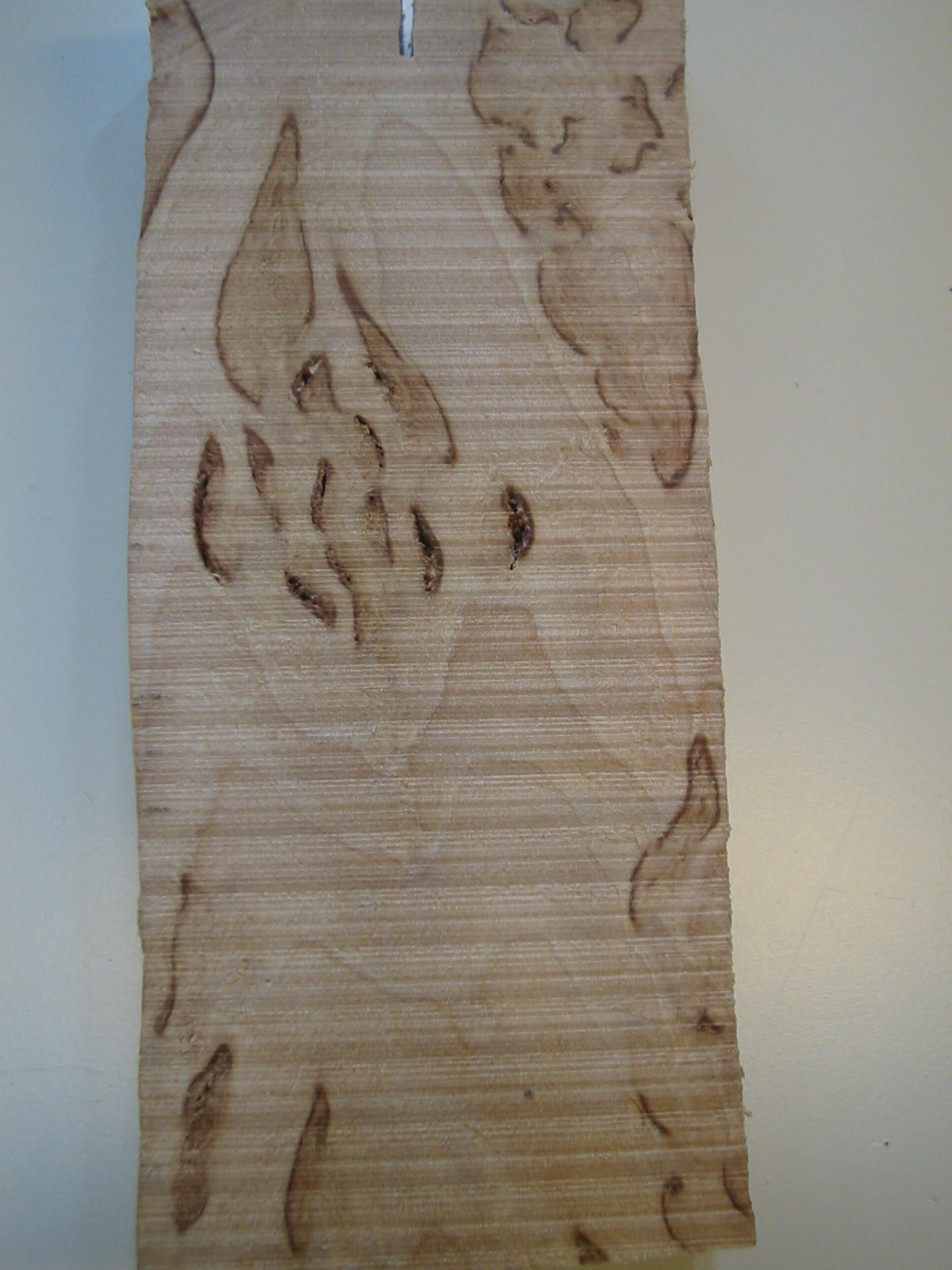
Snitt av masur hos vårtbjörk.

Vårtbjörk är den björksort som oftast bildar masur, en genetisk defekt som får cellerna och årsringarna att orientera sig helt fel, vilket ger ett virke med flammig, vågig struktur. Den kallas därför ofta också för masurbjörk, även om det epitetet egentligen bara bör användas för björkar som har masurved.
Masurbildning är allra vanligast i den art, som följdriktigt också kallas masurbjörk (Betula pendula var. carelica), där masurbildningen går i arv till uppemot 60–70 % av alla individer i den följande generationen.
Förutom hos vårtbjörken förekommer masurbildning även i den närbesläktade glasbjörken, men har inte hittats i några andra björktyper. Masur förekommer dock även i en rad andra lövträd. Masurbildningen uppstår oftast i knölar på träden, så kallade vrilar eller masurknölar.

## Bevarandestatus
För beståndet är inga allvarliga hot kända. Hela populationen anses vara stabil. IUCN listar arten som livskraftig (LC).

## Sorter
Av vårtbjörk finns många sorter. Några exempel på sådana är:
- Ornäsbjörk (Betula pendula 'Dalecarlica')
- Flikbladig björk (Betula pendula 'Laciniata')
- Fransbjörk (Betula pendula 'Crispa')
- Hängbjörk (Betula pendula 'Tristis')
- Tårbjörk (Betula pendula 'Youngii')
- Pelarbjörk (Betula pendula 'Fastigiata')
- Blodbjörk (Betula pendula 'Purpurea')
- Masurbjörk (Betula pendula 'Carelica')